# Sonja Wunderlich
Sonja Wunderlich (* 27. Januar 1935 in Rodewitz) ist eine deutsche Gebrauchsgrafikerin. Sie gehörte zu den wichtigsten Plakatgestaltern der DDR.

## Leben und Werk

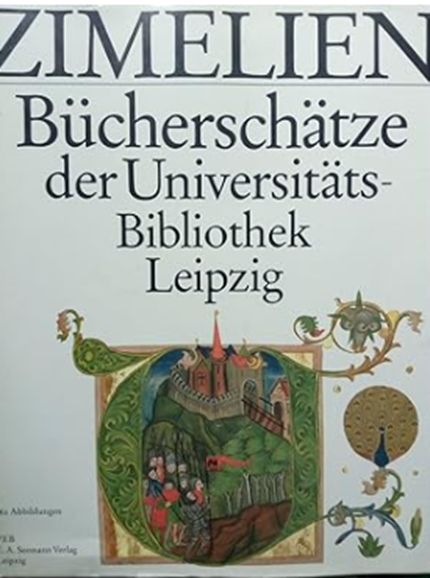
Von Sonja Wunderlich und ihrem Mann 1988 gestaltetes Buch

Sonja Wunderlich absolvierte von 1953 bis 1953 eine Lehre als Schriftmalerin und besuchte danach bis 1956 die Arbeiter- und Bauernfakultät für bildenden Kunst in Dresden, wo sie das Abitur erwarb. Von 1956 bis 1961 studierte sie bei Wolfgang Mattheuer und Egon Pruggmayer an der Hochschule für Grafik und Buchkunst Leipzig. Danach arbeitete sie in Leipzig als freischaffende Gebrauchsgrafikerin. Sie gehörte zu den wichtigsten Plakatgestaltern der DDR. Außerdem entwarf sie u. a. Buchillustrationen, Bucheinbände und -Umschläge, oft gemeinsam mit ihrem Ehemann Gert Wunderlich. Zu ihren Auftraggebern gehörten u. a. die Verlag F.A. Brockhaus Leipzig, Deutscher Verlag für Musik, Dieterich’sche Verlagsbuchhandlung, Edition Leipzig, E.A. Seemann, Verlag der Kunst, Deutscher Verlag der Wissenschaft, Verlag für die Frau und Urania-Verlag.
Sonja Wunderlich war auf einer großen Anzahl von Ausstellungen und Wettbewerben im In- und Ausland vertreten, u. a. von 1977 bis 1988 auf der VIII. bis X. Kunstausstellung der DDR in Dresden.
Vor allem für Entwürfe von Plakaten und Buchgestaltung erhielt sie eine bedeutende Anzahl von Auszeichnungen, u. a. auf der Internationalen Buchkunstausstellung in Leipzig und in den Wettbewerben Schönste Bücher der DDR, Schönste Buchumschläge der DDR und Die 100 besten Plakate des Jahres.
Sonja Wunderlich war bis 1990 Mitglied des Verbands Bildender Künstler der DDR. Sie unternahm in der Zeit der DDR mehrere Studienreisen nach Bulgarien, Polen, in die UdSSR, nach Ungarn, Finnland, Frankreich und in die Schweiz.
Mit ihrem Ehemann und ihrer Tochter, der Kunsthistorikerin und Expertin für Plakatgeschichte Sylke Wunderlich (* 1958), baute sie eine umfangreiche Sammlung von farbenfrohen Email-Werbeschildern auf, aus der das GRASSI-Museum 2021 etwa 300 ausstellte.

## Ausstellungen seit der deutschen Wiedervereinigung (unvollständig)
- 2024: Cottbus, Dieselkraftwerk („Sammlungseinsichten. Plakate ostdeutscher Grafikerinnen“)